# Tetrakis(trifenilfosfina)palladio(0)
Il Tetrakis(trifenilfosfina)palladio(0) è una sostanza chimica organica avente formula bruta Pd[P(C6H5)3]4, il cui nome è spesso abbreviato come Pd(PPh3)4 o, più raramente, PdP4.
In condizioni standard, il composto si presenta come un solido cristallino di colore giallo brillante che diventa marrone se fatto decomporre in presenza di aria.

## Struttura e proprietà

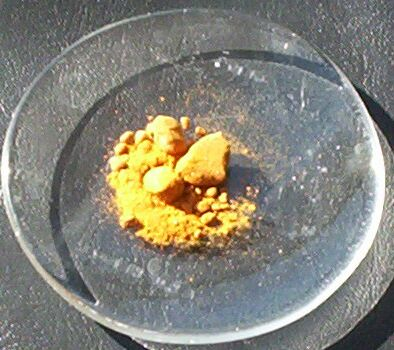
Il Tetrakis(trifenilfosfina)palladio(0).

Nel Tetrakis(trifenilfosfina)palladio(0), i quattro atomi di fosforo posti al centro delle rispettive molecole di trifenilfosfina sono disposti ai quattro vertici di un tetraedro avente al centro un atomo di palladio con numero di ossidazione pari a 0. La molecola ha quindi una struttura tipica dei complessi tetracoordinati aventi un totale di 18 elettroni nel livello elettronico più esterno, riscontrabile anche nei ben noti complessi Ni(PPh3)4 e Pt(PPh3)4. In soluzione, tali complessi si dissociano in maniera reversibile dai ligandi PPh3, cosicché reazioni attribuite al Pd(PPh3)4 spesso di fatto derivano dal Pd(PPh3)3 o dal Pd(PPh3)2.

## Sintesi
Il Tetrakis(trifenilfosfina)palladio(0) è stato sintetizzato per la prima volta negli anni cinquanta da Lamberto Malatesta e il suo gruppo di ricerca attraverso la riduzione con idrazina di sodio cloropalladato in presenza di fosfina.
Attualmente il composto disponibile in commercio è preparato in due passaggi a partire da precursori di Pd(II):
PdCl2  +  2 PPh3   →   PdCl2(PPh3)2
2 PdCl2(PPh3)2  +  4 PPh3  +  5 N2H4  →  2 Pd(PPh3)4  +  N2  +  4 N2H5Cl
Entrambi i passaggi possono essere condotti nello stesso contenitore in una sintesi one-pot, senza che ci sia il bisogno di isolare e purificare il PdCl2(PPh3)2 intermedio, e talvolta può essere impiegato anche un riducente diverso dall'idrazina.
Il composto, solitamente conservato in atmosfera di argon, è sensibile all'aria ma può essere purificato attraverso un lavaggio con del metanolo al fine di dare alla polvere il colore giallo desiderato.

## Applicazioni
Il Pd(PPh3)4 è largamente utilizzato come catalizzatore in reazioni di accoppiamento che prevedono l'utilizzo di catalizzatori di palladio, tra queste le più famose includono la reazione di accoppiamento di Heck nonché quelle di Stille, di Sonogashira, di Suzuki e di Negishi. Questi processi iniziano tipicamente con due dissociazioni di ligandi consecutive seguite dall'addizione ossidativa di un alogenuro arilico sul Pd(0) centrale che viene quindi ossidato allo stato +II, con il palladio che viene quindi inserito nel legame carbonio-alogeno:
Pd(PPh3)4 + ArBr → PdBr(Ar)(PPh3)2 + 2 PPh3